# Гімалайська сіль

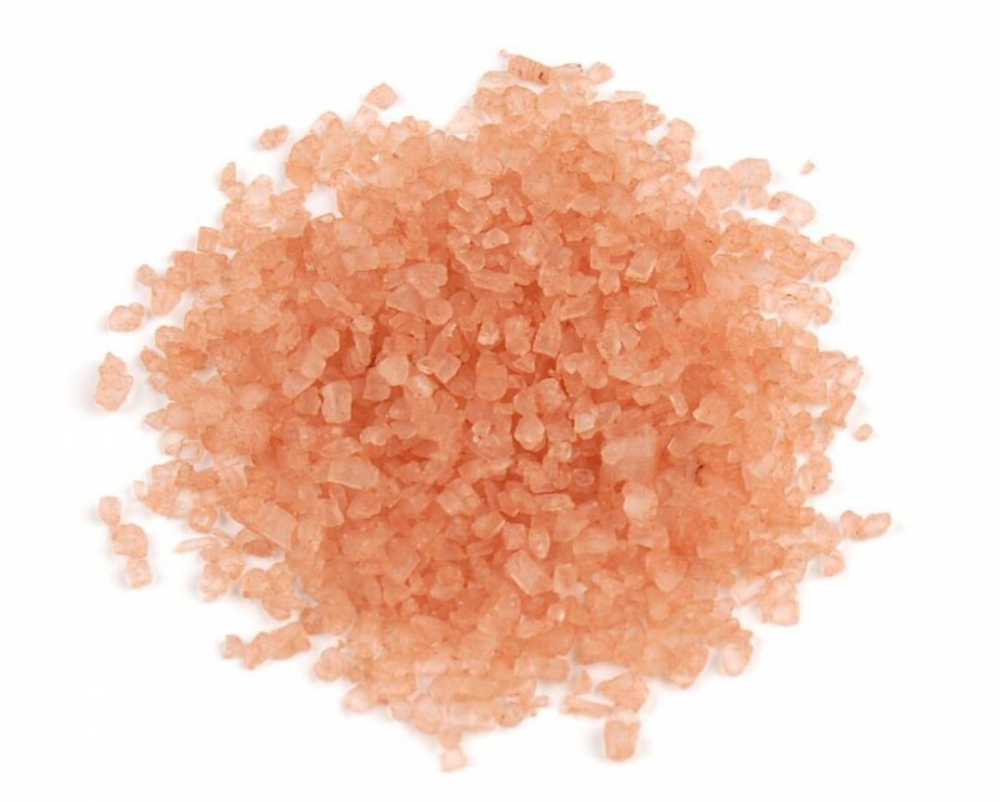
Гімалайська рожева сіль. Крупний помол

Гімалайська (рожева) сіль — вид кам'яної солі з мінеральними домішками. Єдине в світі її родовище знаходиться в соляних копальнях Кхьюра в Пакистані. До складу солі входять: хлорид натрію (95-98 %), мінерал полігаліт (водний сульфат калію, кальцію і магнію — 2-4 %), фтор (0,01 %), йод (0,01 %) та інші мікроелементи. Особливий рожевий відтінок кристалів солі забезпечують домішки, зокрема, оксид заліза. Гімалайська сіль може бути різного відтінку і структури — дрібного помелу і кристалічної грубозернистим. Ще в стародавніх цивілізаціях її широко застосовували для довгострокового зберігання риби і м'яса, а також використовували як валюту, називаючи «білим золотом». Утворилася сіль ще в юрський період.
Відсутні наукові докази, які підтверджували б користь гімалайської солі для здоров'я людини. Немає жодних доказів того, що відкладення в судинах (атеросклероз) можуть вимиватися з організму розчином гімалайської солі. Твердження про те, що за допомогою гімалайської солі можна знизити високий кров'яний тиск (артеріальна гіпертензія), є науково невиправданим.

## Шкідливий вплив на організм людини
Зловживання рожевою сіллю (як і звичайною харчовою кухонною) може негативно вплинути на обмін речовин, спричинити підвищення кров'яного тиску, навантаження на нирки, збільшити ймовірність інфаркту та інших серцево-судинних захворювань.